# Roman Szymon Pawlicki
Roman Szymon Pawlicki (ur. 28 lutego 1935 w Koninie, zm. 26 stycznia 2021 tamże) – polski aktor telewizyjny i teatralny, lektor, działacz polityczny i społeczny.

## Życiorys
Absolwent Państwowej Wyższej Szkoły Teatralnej w Warszawie. Pod koniec lat 50 kierował Powiatowym Domem Kultury w Koninie. Był założycielem i reżyserem konińskiego kabaretu "Koński Ogon". W latach 1960–1961 występował w Teatrze im. Fredry w Gnieźnie, a w kolejnych latach w Teatrze Ziemi Krakowskiej w Tarnowie (1965-1966), w Teatrze im. Mickiewicza w Częstochowie (1966-1967), w Teatrze im. Bogusławskiego w Kaliszu (1967-1969 i 1970-1973), w Teatrze Polskim w Bydgoszczy (1969-1970), w Teatrze Ziemi Gdańskiej w Gdyni (1973), w Starym Teatrze w Krakowie (1979-1980) i w Teatrze Dramatycznym w Gdyni (1974-79 i 1980-81).  
Opozycjonista w okresie PRL. Członek NSZZ Solidarność. W sierpniu 1980 roku przewodniczący komitetu strajkowego w Teatrze Dramatycznym i delegat do Międzyzakładowego Komitetu Strajkowego w Stoczni Gdańskiej. W listopadzie 1980 roku przewodniczący strajku pracowników kultury w Urzędzie Wojewódzkim w Gdańsku i sygnatariusz porozumienia z rządową komisją resortową. W lipcu 1981 roku delegat na I Walny Zjazd Delegatów NSZZ „Solidarność” Regionu Gdańskiego. Brał też udział w I Krajowym Zjeździe "S" w 1981 roku. W sierpniu 1981 roku współorganizator I Przeglądu Piosenki Prawdziwej "Zakazane Piosenki" w Gdańsku. Za udział w Komitecie Strajkowym Stoczni Gdańskiej aresztowano go i dotkliwie pobito na komendzie Milicji Obywatelskiej w grudniu 1981 roku. W więzieniu przebywał do 27 września 1982. Po wyjściu z więzienia otrzymał zakaz powrotu do macierzystego teatru.  
Działał w podziemnej "Solidarności". W latach 1983–1989 pracował jako cieśla. W okresie 1983–1989 współorganizator uroczystości religijno-patriotycznych w świątyniach m.in. św. Stanisława Kostki w Warszawie i Najświętszego Serca Pana Jezusa w Gdyni. W maju i sierpniu 1988 roku drukarz komunikatów strajkowych podczas strajków na Wybrzeżu. Współorganizator Komitetu Obywatelskiego w Gdańsku w 1989 roku. Przewodniczący Biura Kultury Komisji Krajowej NSZZ „Solidarność”.  
W latach 1990–1994 był radnym Gdyni; został wybrany z listy Komitetu Obywatelskiego „Solidarność”. W latach 1990–1991 był wiceprzewodniczącym Rady Miasta. Pracował również w kancelarii prezydenta Lecha Wałęsy. Był działaczem Ligi Morskiej i Rzecznej (w latach 1990-2005). W 1998 roku kierował Społecznym Komitetem Budowy Pomnika Marynarza Polskiego w Gdyni. W 2000 roku przeszedł na emeryturę i zamieszkał w Ślesinie. W 2011 roku został honorowym gospodarzem Salonu Poezji Anny Dymnej w Konińskim Domu Kultury. 
Zmarł 26 stycznia 2021 roku w Koninie. Pochowany na cmentarzu parafialnym przy ul. Kolskiej. 

## Ordery i odznaczenia
Odznaczony m.in. Krzyżem Oficerskim Orderu Odrodzenia Polski (2007), Srebrnym Medalem „Zasłużony Kulturze Gloria Artis” (2007) i Krzyżem Wolności i Solidarności (2015).

## Upamiętnienie
W 2018 powstał o nim film dokumentalny pt. "Wspomnienie to cicha nuta..." w reż. Andrzeja Mosia.

## Filmografia
Filmy
- 1995: Gracze jako on sam
- 1992: Księga Krzysztofa Kolumba jako konający marynarz
- 1991: Skarga jako lekarz
- 1986: Słońce w gałęziach jako ojciec Ani
- 1983: Stan wewnętrzny jako on sam
- 1981: Derwisz jako Ishak
- 1980: Blisko serca jako Komisarz Drew
- 1980: Dzień Wisły jako partyzant z oddziału AL (nie występuje w napisach)
- 1979: Kobieta i kobieta jako Andrzej, mąż Ireny
- 1979: Prom do Szwecji jako lekarz
- 1978: Po tamtej stronie świec jako Czako
- 1977: Ostatnie okrążenie jako strażnik na Pawiaku (nie występuje w napisach)
- 1971: Noce i dnie jako Wojnarowski

Seriale
- 1989: Rzeka kłamstwa (odcinek 4, 5, 6 i 7) jako Serafin
- 1977: Polskie drogi (odcinek 8) jako motorniczy Szymusik
- 1976: Wakacje (odcinek 3 i 4) jako Kazimierz Sykus, kierownik PGR-u w Gorzyjałkach

Współpraca realizatorska
- 1990: Grudzień '70 - Materiały

Lektor
- 2013: Stanisław Czerniak – pisarz autentyczny
- 2010: Antoni Serbeński. Wiosna, maj…
- 1991: Teoś[2]